# Stim Axel
Stim Axel — Vezető orosz vokális Drum-n-Bass projekt Samara-ból, fő stílusuk a Drum and bass, ambient és a Jungle melankolikus női aláfestéssel.
A Projekt jelölést kapott a «Открытие 2006»-on és «Best Drum&Bass Sound 05»-on is, továbbá megnyerte a «Russian Drum & Bass Awards 2006» "Az év feltörekvője" díjat.
Első száma TAMPRecords jóvoltából 2005 Decemberében jelent meg «Bes98Rus Válogatás» lemezén. 2006 eleje óta a projekt a Radio RECORDS-nál munkálkodik.
2006 májusában megjelent a projekt első albuma a "Тишина" (csend). Ez az album az egyik legnagyobb költségvetésű Drum and bass lemez lett. Oroszországban több mint 100 000 példányt adtak el belőle.
Stim Axel olyan Drum and bass kiadványok, válogatások állandó szereplője mint a «Pirate Station» vagy «Russian DNB», továbbá együttműködik néhány nyugat-oroszországi kiadóval is.

## Kiadványok

### Albumok
- 2006 - «SilenSe» (Тишина), KDK-Records
- 2007 - «Сначала...», KDK-Records
- 2008 - "На радиоволнах..." Diamond-Records
- 2010 — «AcousticA»

### Szóló, válogatások ésEP
- Válogatás: "Pirate Station 4 Russian Vers" (KDK-Records&Radio Record)
- Válogatás: "Pirate Station 5 Russian Vers" (KDK-Records&Radio Record)
- Válogatás: «РУССКИЙ DRUM`N`BASS» (KDK-Records&Radio Record)
- Szóló: "Zen" (Paperclip&Flexo)(BASSPOINTS Recordings)
- Szám: "Тишина - 303 Project rmx", «РУССКИЙ DRUM`N`BASS - 2» válogatás lemezen (KDK-Records&Radio Record)
- Válogatás: "Pirate Station 6 Russian Vers" (KDK-Records&Radio Record), "Restart"(X-Venom rmx) c. szám.
- Válogatás: "Pirate Station 7 Russian Version" (KDK-Records&Radio Record, "Дежавю" (Dejavu) c. szám.[1]